# Le Palio de Sienne
 (juin 2024).
Si vous disposez d'ouvrages ou d'articles de référence ou si vous connaissez des sites web de qualité traitant du thème abordé ici, merci de compléter l'article en donnant les références utiles à sa vérifiabilité et en les liant à la section « Notes et références ».
Pour l’article homonyme, voir Palio de Sienne.
Pour plus de détails, voir Fiche technique et Distribution.
Le Palio de Sienne (Palio) est un film italien réalisé par Alessandro Blasetti, sorti en 1932.

## Fiche technique
- Titre original : Palio
- Titre français : Le Palio de Sienne
- Réalisation : Alessandro Blasetti
- Scénario : Alessandro Blasetti, Gian Bistolfi et Luigi Bonelli (en)
- Photographie : Anchise Brizzi
- Montage : Alessandro Blasetti et Ignazio Ferronetti
- Musique : Felice Lattuada
- Pays de production : Royaume d'Italie
- Format : Noir et blanc - 1,37:1 - Mono
- Genre : drame
- Durée : 90 minutes
- Date de sortie : 1932

## Distribution
- Leda Gloria : Fiora
- Laura Nucci : Liliana
- Guido Celano : Zarre
- Mario Ferrari : Bachicche
- Olga Capri : La Cicciona
- Ugo Ceseri : Rancanino
- Vasco Creti : Brandano
- Anita Farra (en) : Beatrice
- Umberto Sacripante : Saragiolo
- Gino Viotti (en) : Gano